# Montégut-Savès
Montégut-Savès é uma comuna francesa na região administrativa de Occitânia, no departamento de Gers. Estende-se por uma área de 3,69 km². Em 2010 a comuna tinha 64 habitantes (densidade: 17,3 hab./km²).